# Tekkaman Blade
Star Knight Tekkaman Blade (яп. 宇宙の騎士テッカマンブレード Утю но Киси Тэккаман Бурэ:до, Космический рыцарь Теккамен Блейд) — японский аниме-сериал, выпущенный студией Tatsunoko Production по мотивам сериала 1975 года — Космический рыцарь Теккамен. Производством занималась Tatsunoko Production под руководством режиссёра Хироси Нэгиси по сценарию Маёри Сэкидзима и Сатору Акахори. За дизайн персонажей отвечал Томонори Когава. Сериал транслировался по телеканалу TV Tokyo с 18 февраля 1992 года по 2 февраля 1993 года. Всего выпущено 48 серий аниме и 3 спэшла. Сериал приобрёл большую полярность на территории Японии, однако некоторые моменты сюжета для трансляции в западных странах были изменены, чтобы приспособить аниме для детской и подростковой аудитории. Сериал транслировался на территории США, Франции, Испании, Мексики, Колумбии, Чили, Италии и Польши. Также по мотивам аниме был создан OVA-сериал Tekkaman Blade II, состоящий из 6 серий, который выпускался с 21 июля 1994 года по 21 апреля 1995 года. Производством занималась Tatsunoko Production под руководством режиссёра Хидэки Тонокацу по сценарию Хироюки Кавасаки. Музыкальное сопровождение написал Такаси Кудо, а за дизайн персонажей отвечал Хиротоси Сано. OVA-серии также продавались на территории США.

## Сюжет
Действие происходит в 2192 году, Земля внезапно подвергается атаке Радамов, инопланетных существ, которые паразитируют на живых организмах. Сами войска Радамов состоят из огромных насекомоподобных монстров и бронированных солдат, известных, как Тэккаманы. Для нападения Радамы использовали захваченную «космическую станцию орбитраля», построенную людьми для путешествия на дальние уголки вселенной. А свою базу они разместили на тёмной стороне Луны. Для пополнения своей армии, радамы используют захваченных людей, которых насильно заковывают в броню Тэккамана, жертвы теряют рассудок, подчиняясь воле брони и начинают беспрекословно служить Радамам. Единственный, кто способен защитить землю от атаки инопланетян и Тэккаменов — гвардия космических рыцарей во главе с командующим Генрихом фон Фриманом, их успехи были переменными до того момента, как к ним прибывает таинственный парень, назвавший себя Такая Айбой, который способен заковывать себя в броню Тэккамана, но по какой то причине не лишился рассудка. Однако из-за этого Айба не может использовать броню дольше 30 минут. Параллельно Айбу хотят захватить представители обороны сил земли во главе с недобросовестным генералом, чтобы изучить технологии брони теккамана. По мере развития сюжета ряды космических рыцарей пополняют новые люди-тэккаманы, не потерявшие рассудок.

### Tekkaman Blade II
Действие происходит в Праге, где во время «первого вторжения» тысячи людей превратились в Тэккаманов, в город для миротворческой миссии прибывают космические рыцари. Однако силы обороны земли намереваются сбросить на город ядерную бомбу, чтобы уничтожить город, теккаманов и всех её жителей разом.

## Персонажи

### Главные герои
Такая Айба (яп. ) / ДиБой (яп. ) / Тэккаман Блейд (яп. ) — Главный герой истории, страдающий неустойчивой психикой, его постоянно преследуют видения прошлого, из-за чего Картер находится в хроническом состоянии депрессии и тревоги, его преследуют галлюцинации. Из-за этого поведение Картера остаётся непредсказуемым, в припадке он может проявлять агрессию против людей. Главная причина — его броня Тэккамана, владелец которой теряет волю и рассудок, становясь машиной для убийств. Такая благодаря сильной воле может сохранять рассудок, однако не может находиться в броне более 30 минут, в противном случае он потеряет рассудок.
Сэйю: Тосиюки Мирикава
Аки Кисараги (яп. ) — Молодой специалист по компьютерам и штурман корабля ТерраБлю. Становится близкой подругой Айбе, всегда поддерживает его, помогая преодолеть депрессию или ярость.
Сэйю: Мэгуми Хаясибара
Ноал Вереус (яп. ) / Ринго (яп. ) — Лётчик-истребитель космического корабля рыцарей. Опытный и умный боец. Наделён сухим чувством юмора, который многим не нравится.
Сэйю: Ясунори Мацумото 

### Тэккаманы
Кэнго Айба (яп. 相葉健吾 Айба Кэнго) / Тэккаман Омега (яп. テッカマンオメガ)
Сэйю: Норио Вакамото 
Синья Айба (яп. 相葉新也 Айба Синъя) / Злой Тэккаман (яп. 邪悪なテッカマン Дзяякуна)
Сэйю: Такэхито Коясу 
Хун Ри (яп. ホン・リ Хонри) / Теккаман Меч (яп. テッカマンソード Тэккаман Со:до)
Сэйю: Мари Ёко
Молотов (яп. モロトフ Моротофу) / Тэккаман Ланс (яп. テッカマンランス Тэккаман Рансу)
Сэйю: Дзюрота Косуги
Годдар (яп. ゴダード Года:до) / Тэккаман Акс (яп. 鉄華門斧)
Сэйю: Дзюрота Косуги

## Медиа

### Аниме
Производством занималась Tatsunoko Production, под руководством режиссёра Хироси Нэгиси, по сценарию Амия Масахару, Сэкидзима Маёри, Акахори Сатору, Кисима Нобуаки, Кавасаки Хироюки, Тиба Кацухико, Ватанабэ Сэйко, Амия Масахару, Ямасита Куниаки. За дизайн персонажей отвечали Когава Томонори и Сано Хиротоси. Сериал транслировался по телеканалу TV Tokyo с 18 февраля 1992 года по 2 февраля 1993 года. Всего выпущено 48 серий аниме и 3 спэшла. Сериал приобрёл большую полярность на территории Японии, однако некоторые моменты сюжета для трансляции в западных странах были изменены, чтобы приспособить аниме для детской и подростковой аудитории. Сериал транслировался на территории США, Франции, Испании, Мексики, Колумбии, Чили, Италии и Польши.

### OVA
По мотивам аниме был создан OVA-сериал, состоящий из 6 серий, который выпускался с 21 июля 1994 года по 21 апреля 1995 года. Производством занималась Tatsunoko Production, под руководством режиссёра Тонокацу Хидэки, по сценарию Кавасаки Хироюки. Музыкальное сопровождение написал Кудо Такаси, а за дизайн персонажей отвечал Сано Хиротоси. OVA-серии также продавались территории США.

### Музыка
Музыкальное сопровождение написали Каору Вада и Юмико Косака.
Начальная тема:
- «Reason» — исполняет Юмико Косака (1-26 серии)
- «Eternal Loneliness (永遠の孤独)» — исполняет Юмико Косака (27-49 серии)

Завершающая тема:
- «Energy of Love» — исполняет Юмико Косака (1-27 серии)
- «Lonely Heart» — исполняет Юмико Косака (28-49 серии)